# Варгас, Нельсон
Нельсон Варгас (англ. Nelson Vargas; род. 6 августа 1974, Холиок, Массачусетс) — американский футболист, нападающий. Известен по выступлениям за «Майами Фьюжн» и сборную США. Участник чемпионата мира 1998 года, а также летних Олимпийских игр в Атланте.

## Клубная карьера
Варгас начал заниматься футболом, выступая за команды колледжа. В возрасте 15 лет он переехал в Европу и ездил на просмотры во французский «Валансьен» и лиссабонский «Спортинг» в надежде подписать контракт. В 16 лет Нельсон подписал соглашение с льежским «Стандардом». Пробиться в основу бельгийского клуба не получилось, и Варгас вернулся в США. В 1996 году он был выбран на драфте «Тампа-Бэй Мьютини». После двух сезонов Нельсон покинул клуб и перешёл в «Майами Фьюжн». 25 июля 2000 года в матче Кубка Ламара Ханта Варгас порвал связки. Из-за травмы Нельсон был вынужден завершить карьеру в том же году.

## Международная карьера
В 1991 году Варгас в составе сборной США до 17 лет принял участие в юношеском чемпионате мира в Италии. 14 сентября в товарищеском матче против сборной Ямайки Нельсон дебютировал за сборную США, заменив во втором тайме Майка Сильвински. В 1993 году в составе молодёжной сборной США он принял участие в молодёжном чемпионате мира в Австралии.
В 1996 году Варгас в составе олимпийской сборной США принял участие в Олимпийских играх в Атланте. На турнире он сыграл в матче против команды Аргентины.